# 立法院第十一屆立法委員名單

第11屆立法院各政黨獲得席次，圖中所屬政黨註記分別為：
DPP（51）
KMT（52）
TPP（8）
無黨籍（2）

立法院第十一屆立法委員於2024年1月13日選出，任期自2024年2月1日至2028年1月31日，為當前中華民國最高立法機關立法院最新一屆立法委員，開會地點位於臺北市。第十一屆立法院席次總計113席，包括73席單一選區選出的區域立法委員、6席平地和山地原住民選舉區選出的原住民立法委員，及34席由比例代表制選出的全國不分區及僑居國外國民立法委員。

## 席次分佈
| 數據比較       | 席次分佈   | 席次分佈   | 席次分佈   | 席次分佈 | 席次分佈 | 席次總數 |
| -------------- | ---------- | ---------- | ---------- | -------- | -------- | -------- |
| 數據比較       |            |            |            |          |          | 席次總數 |
| 數據比較       | 民主進步黨 | 中國國民黨 | 臺灣民眾黨 | 無黨籍   | 缺額     | 席次總數 |
| 第11屆立院最初 | 51         | 52         | 8          | 2        | 0        | 113      |
| 2024年2月2日   | 50         | 52         | 8          | 2        | 1        | 113      |
| 2024年2月19日  | 51         | 52         | 8          | 2        | 0        | 113      |
| 2024年11月25日 | 50         | 52         | 8          | 2        | 1        | 113      |
| 2024年12月2日  | 51         | 52         | 8          | 2        | 0        | 113      |
| 2025年2月25日  | 51         | 52         | 7          | 2        | 1        | 113      |
| 2025年3月14日  | 51         | 52         | 8          | 2        | 0        | 113      |

## 重要職位
| 政黨   | 政黨       | 職稱   | 肖像   | 姓名             | 立法委員類別                           | 就任日       |
| ------ | ---------- | ------ | ------ | ---------------- | -------------------------------------- | ------------ |
|        | 中國國民黨 | 院長   |        | 韓國瑜           | 全國不分區及僑居國外國民立法委員選舉區 | 2024年2月1日 |
| 副院長 | 中國國民黨 |        | 江啟臣 | 臺中市第八選舉區 |                                        | 2024年2月1日 |
|        | 無黨籍     | 秘書長 |        | 周萬來           | 非立法委員（特任政務官）               | 2024年2月5日 |

### 當前黨團
| 政黨         | 政黨           | 席次 | 黨團職位 | 姓名                                   | 立法委員類別                           |
| ------------ | -------------- | ---- | -------- | -------------------------------------- | -------------------------------------- |
|              | 中國國民黨黨團 | 54   | 總召     | 傅崐萁                                 | 花蓮縣選舉區                           |
| 書記長       | 中國國民黨黨團 | 54   | 王鴻薇   | 臺北市第三選舉區                       |                                        |
| 首席副書記長 | 中國國民黨黨團 | 54   | 羅智強   | 臺北市第六選舉區                       |                                        |
| 副書記長     | 中國國民黨黨團 | 54   | 陳玉珍   | 金門縣選舉區                           |                                        |
| 副書記長     | 中國國民黨黨團 | 54   | 許宇甄   | 全國不分區及僑居國外國民立法委員選舉區 |                                        |
| 副書記長     | 中國國民黨黨團 | 54   | 翁曉玲   | 全國不分區及僑居國外國民立法委員選舉區 |                                        |
| 副書記長     | 中國國民黨黨團 | 54   | 王育敏   | 全國不分區及僑居國外國民立法委員選舉區 |                                        |
|              | 民主進步黨黨團 | 51   | 總召     | 柯建銘                                 | 全國不分區及僑居國外國民立法委員選舉區 |
| 幹事長       | 民主進步黨黨團 | 51   | 吳思瑤   | 臺北市第一選舉區                       |                                        |
| 書記長       | 民主進步黨黨團 | 51   | 陳培瑜   | 全國不分區及僑居國外國民立法委員選舉區 |                                        |
| 副幹事長     | 民主進步黨黨團 | 51   | 林楚茵   | 全國不分區及僑居國外國民立法委員選舉區 |                                        |
| 副幹事長     | 民主進步黨黨團 | 51   | 王義川   | 全國不分區及僑居國外國民立法委員選舉區 |                                        |
| 副書記長     | 民主進步黨黨團 | 51   | 郭昱晴   | 全國不分區及僑居國外國民立法委員選舉區 |                                        |
| 副書記長     | 民主進步黨黨團 | 51   | 林月琴   | 全國不分區及僑居國外國民立法委員選舉區 |                                        |
|              | 臺灣民眾黨黨團 | 8    | 總召     | 黃國昌                                 | 全國不分區及僑居國外國民立法委員選舉區 |
| 副總召       | 臺灣民眾黨黨團 | 8    | 張啓楷   |                                        | 全國不分區及僑居國外國民立法委員選舉區 |
| 幹事長       | 臺灣民眾黨黨團 | 8    | 陳昭姿   |                                        | 全國不分區及僑居國外國民立法委員選舉區 |

## 委員會
委員會分為常設委員會及特種委員會，常設委員會負責審查各領域的政策法規；此外另有紀律、程序、修憲、經費稽核等4個特種委員會。

### 常設委員會
| 第11屆第3會期各常設委員會 | 第11屆第3會期各常設委員會                     | 第11屆第3會期各常設委員會 |
| 委員會名稱                | 召集委員                                      | 委員 |
| ------------------------- | --------------------------------------------- | --- |
| 內政委員會                | 牛煦庭（ 中國國民黨） · 張宏陸（ 民主進步黨） | 丁學忠、徐欣瑩、張智倫、許宇甄、黃建賓（ 中國國民黨） · 王美惠、吳琪銘、黃捷、李柏毅、蘇巧慧（ 民主進步黨） · 麥玉珍（ 臺灣民眾黨） · 高金素梅（無黨籍） |
| 外交及國防委員會          | 黃仁（ 中國國民黨） · 沈伯洋（ 民主進步黨）   | 江啟臣、徐巧芯、馬文君、陳永康、韓國瑜（ 中國國民黨） · 王定宇、林楚茵、陳俊宇、陳冠廷、羅美玲（ 民主進步黨） · 林憶君（ 臺灣民眾黨）                    |
| 經濟委員會                | 謝衣鳯（ 中國國民黨） · 蔡易餘（ 民主進步黨） | 呂玉玲、張嘉郡、楊瓊瓔、鄭天財、鄭正鈐（ 中國國民黨） · 林岱樺、邱志偉、邱議瑩、陳亭妃、賴瑞隆（ 民主進步黨） · 張啓楷（ 臺灣民眾黨） · 陳超明（無黨籍） |
| 財政委員會                | 賴士葆（ 中國國民黨） · 賴惠員（ 民主進步黨） | 林德福、林思銘、陳玉珍、顏寬、李彥秀、羅明才（ 中國國民黨） · 吳秉叡、郭國文、王世堅、李坤城、鍾佳濱（ 民主進步黨） · 黃珊珊（ 臺灣民眾黨）              |
| 教育及文化委員會          | 葛如鈞（ 中國國民黨） · 林宜瑾（ 民主進步黨） | 林沛祥、柯志恩、萬美玲、葉元之、謝龍介、羅廷瑋（ 中國國民黨） · 伍麗華、吳沛憶、范雲、張雅琳、郭昱晴、陳秀寳（ 民主進步黨） · 劉書彬（ 臺灣民眾黨）      |
| 交通委員會                | 林國成（ 臺灣民眾黨） · 許智傑（ 民主進步黨） | 陳雪生、魯明哲、洪孟楷、黃健豪、廖先翔、邱若華、游顥（ 中國國民黨） · 李昆澤、陳素月、林俊憲、蔡其昌、何欣純、徐富癸（ 民主進步黨）                      |
| 司法及法制委員會          | 吳宗憲（ 中國國民黨） · 莊瑞雄（ 民主進步黨） | 傅崐萁、王鴻薇、羅智強、翁曉玲、林倩綺（ 中國國民黨） · 柯建銘、吳思瑤、陳培瑜、沈發惠、王義川（ 民主進步黨） · 黃國昌（ 臺灣民眾黨）                    |
| 社會福利及衛生環境委員會  | 蘇清泉（ 中國國民黨） · 劉建國（ 民主進步黨） | 王育敏、邱鎮軍、權吉、陳菁徽、廖偉翔、盧縣一（ 中國國民黨） · 林月琴、林淑芬、陳瑩、黃秀芳、楊曜、王正旭（ 民主進步黨） · 陳昭姿（ 臺灣民眾黨）          |

| 第11屆第2會期各常設委員會 | 第11屆第2會期各常設委員會                      | 第11屆第2會期各常設委員會 |
| 委員會名稱                | 召集委員                                       | 委員 |
| ------------------------- | ---------------------------------------------- | --- |
| 內政委員會                | 徐欣瑩（ 中國國民黨） · 張宏陸（ 民主進步黨）  | 牛煦庭、丁學忠、張智倫、許宇甄、黃建賓（ 中國國民黨） · 吳琪銘、王美惠、蘇巧慧、黃捷、李柏毅（ 民主進步黨） · 麥玉珍（ 臺灣民眾黨） · 高金素梅（無黨籍） |
| 外交及國防委員會          | 林憶君（ 臺灣民眾黨） · 王定宇（ 民主進步黨）  | 韓國瑜、江啟臣、陳永康、徐巧芯、黃仁、馬文君（ 中國國民黨） · 陳冠廷、沈伯洋、羅美玲、林楚茵、王義川（ 民主進步黨）                                      |
| 經濟委員會                | 呂玉玲（ 中國國民黨） · 邱志偉（ 民主進步黨）  | 鄭天財、楊瓊瓔、張嘉郡、謝衣鳯、鄭正鈐（ 中國國民黨） · 林岱樺、邱議瑩、陳亭妃、賴瑞隆、蔡易餘（ 民主進步黨） · 張啓楷（ 臺灣民眾黨） · 陳超明（無黨籍） |
| 財政委員會                | 陳玉珍（ 中國國民黨） · 賴惠員（ 民主進步黨）  | 林德福、賴士葆、顏寬、李彥秀、羅明才、王鴻薇（ 中國國民黨） · 吳秉叡、郭國文、王世堅、李坤城、伍麗華（ 民主進步黨） · 黃珊珊（ 臺灣民眾黨）              |
| 教育及文化委員會          | 萬美玲（ 中國國民黨） · 范雲（ 民主進步黨）    | 柯志恩、洪孟楷、葛如鈞、林倩綺、羅廷瑋、葉元之（ 中國國民黨） · 陳秀寳、吳沛憶、林宜瑾、陳培瑜、郭昱晴、張雅琳（ 民主進步黨） · 吳春城（ 臺灣民眾黨）    |
| 交通委員會                | 魯明哲（ 中國國民黨） · 陳素月（ 民主進步黨）  | 陳雪生、游顥、黃健豪、廖先翔、邱若華、林沛祥（ 中國國民黨） · 李昆澤、林俊憲、蔡其昌、許智傑、何欣純、徐富癸（ 民主進步黨） · 林國成（ 臺灣民眾黨）      |
| 司法及法制委員會          | 吳宗憲（ 中國國民黨） · 鍾佳濱（ 民主進步黨）  | 傅崐萁、林思铭、羅智強、謝龍介、翁曉玲（ 中國國民黨） · 柯建銘、吳思瑤、莊瑞雄、沈發惠、陳俊宇（ 民主進步黨） · 黃國昌（ 臺灣民眾黨）                    |
| 社會福利及衛生環境委員會  | 蘇清泉（ 中國國民黨） · 黃秀芳（ 民主進步黨）. | 王育敏、陳菁徽、廖偉翔、盧縣一、邱鎮軍、權吉（ 中國國民黨） · 楊曜、陳瑩、劉建國、林淑芬、林月琴、王正旭（ 民主進步黨） · 陳昭姿（ 臺灣民眾黨）          |

| 第11屆第1會期各常設委員會 | 第11屆第1會期各常設委員會                     | 第11屆第1會期各常設委員會 |
| 委員會名稱                | 召集委員                                      | 委員 |
| ------------------------- | --------------------------------------------- | --- |
| 內政委員會                | 高金素梅（無黨籍） · 吳琪銘（ 民主進步黨）    | 徐欣瑩、牛煦庭、丁學忠、張智倫、許宇甄、黃建賓（ 中國國民黨） · 張宏陸、王美惠、蘇巧慧、黃捷、李柏毅（ 民主進步黨） · 麥玉珍（ 臺灣民眾黨）              |
| 外交及國防委員會          | 馬文君（ 中國國民黨） · 王定宇（ 民主進步黨） | 韓國瑜、江啟臣、陳永康、徐巧芯、黃仁（ 中國國民黨） · 陳冠廷、沈伯洋、羅美玲、林楚茵、洪申翰（ 民主進步黨） · 林憶君（ 臺灣民眾黨）                      |
| 經濟委員會                | 呂玉玲（ 中國國民黨） · 邱志偉（ 民主進步黨） | 鄭天財、楊瓊瓔、張嘉郡、謝衣鳯、鄭正鈐（ 中國國民黨） · 林岱樺、邱議瑩、陳亭妃、賴瑞隆、蔡易餘（ 民主進步黨） · 張啓楷（ 臺灣民眾黨） · 陳超明（無黨籍） |
| 財政委員會                | 羅明才（ 中國國民黨） · 郭國文（ 民主進步黨） | 林德福、賴士葆、顏寬、李彥秀、陳玉珍、王鴻薇（ 中國國民黨） · 吳秉叡、賴惠員、王世堅、李坤城、伍麗華（ 民主進步黨） · 黃珊珊（ 臺灣民眾黨）              |
| 教育及文化委員會          | 柯志恩（ 中國國民黨） · 林宜瑾（ 民主進步黨） | 萬美玲、洪孟楷、葛如鈞、林倩綺、羅廷瑋、葉元之（ 中國國民黨） · 陳秀寳、吳沛憶、范雲、陳培瑜、郭昱晴、張雅琳（ 民主進步黨） · 吳春城（ 臺灣民眾黨）      |
| 交通委員會                | 陳雪生（ 中國國民黨） · 李昆澤（ 民主進步黨） | 魯明哲、游顥、黃健豪、廖先翔、邱若華、林沛祥（ 中國國民黨） · 陳素月、林俊憲、蔡其昌、許智傑、何欣純、徐富癸（ 民主進步黨） · 林國成（ 臺灣民眾黨）      |
| 司法及法制委員會          | 吳宗憲（ 中國國民黨） · 鍾佳濱（ 民主進步黨） | 傅崐萁、林思铭、羅智強、謝龍介、翁曉玲（ 中國國民黨） · 柯建銘、吳思瑤、莊瑞雄、沈發惠、陳俊宇（ 民主進步黨） · 黃國昌（ 臺灣民眾黨）                    |
| 社會福利及衛生環境委員會  | 王育敏（ 中國國民黨） · 黃秀芳（ 民主進步黨） | 蘇清泉、陳菁徽、廖偉翔、盧縣一、邱鎮軍、權吉（ 中國國民黨） · 楊曜、陳瑩、劉建國、林淑芬、林月琴、王正旭（ 民主進步黨） · 陳昭姿（ 臺灣民眾黨）          |

### 特種委員會
修憲委員會以屆為單位召開，故各會期之成員皆無變動。
| 第11屆第3會期各特種委員會 | 第11屆第3會期各特種委員會                                                                                   | 第11屆第3會期各特種委員會 |
| 委員會名稱                | 召集委員 | 委員成員 |
| ------------------------- | --- | --- |
| 程序委員會                | 翁曉玲（ 中國國民黨） · 沈發惠（ 民主進步黨）                                                               | 王鴻薇、林倩綺、許宇甄、陳永康、陳菁徽、葛如鈞、盧縣一、羅智強（ 中國國民黨） · 沈伯洋、林月琴、郭昱晴、莊瑞雄、陳培瑜、羅美玲、王義川、范雲（ 民主進步黨） · 麥玉珍（ 臺灣民眾黨） |
| 紀律委員會                | 黃仁、謝衣鳯、葛如鈞、蘇清泉（ 中國國民黨） · 張宏陸、賴惠員、莊瑞雄（ 民主進步黨） · 林國成（ 臺灣民眾黨） | 牛煦庭、賴士葆、吳宗憲（ 中國國民黨） · 沈伯洋、蔡易餘、林宜瑾、許智傑、劉建國（ 民主進步黨）                                                                                       |
| 經費稽核委員會            | 謝衣鳳（ 中國國民黨） · 賴惠員（ 民主進步黨） · 張啟楷（ 臺灣民眾黨）                                       | 林倩綺、許宇甄、葛如鈞（ 中國國民黨） · 林月琴、郭昱晴、陳培瑜（ 民主進步黨） |
| 修憲委員會                | 本會期未組成                                                                                                | 本會期未組成 |

| 第11屆第2會期各特種委員會 | 第11屆第2會期各特種委員會                                                                     | 第11屆第2會期各特種委員會 |
| 委員會名稱                | 召集委員                                                                                      | 委員成員 |
| ------------------------- | --------------------------------------------------------------------------------------------- | --- |
| 程序委員會                | 吳宗憲（ 中國國民黨） · 沈發惠（ 民主進步黨）                                                 | 林思铭、陳菁徽、張智倫、陳玉珍、翁曉玲、葛如鈞、廖先翔、王鴻薇（ 中國國民黨） · 沈伯洋、林月琴、林楚茵、范雲、張雅琳、莊瑞雄、郭昱晴、王正旭（ 民主進步黨） · 林國成（ 臺灣民眾黨） |
| 紀律委員會                | 徐欣瑩、萬美玲、魯明哲、吳宗憲（ 中國國民黨） · 王定宇、邱志偉、賴惠員、黃秀芳（ 民主進步黨） | 張宏陸、范雲、陳素月、鍾佳濱（ 民主進步黨） · 呂玉玲、陳玉珍、蘇清泉（ 中國國民黨） · 林憶君（ 臺灣民眾黨）                                                                         |
| 經費稽核委員會            | 許宇甄（ 中國國民黨） · 賴惠員（ 民主進步黨） · 張啓楷（ 臺灣民眾黨）                         | 林倩綺、陳玉珍、翁曉玲（ 中國國民黨） · 王美惠、張雅琳、沈伯洋（ 民主進步黨） |
| 修憲委員會                | 本會期未組成                                                                                  | 本會期未組成 |

| 第11屆第1會期各特種委員會 | 第11屆第1會期各特種委員會                                                     | 第11屆第1會期各特種委員會 |
| 委員會名稱                | 召集委員                                                                      | 委員成員 |
| ------------------------- | ----------------------------------------------------------------------------- | --- |
| 程序委員會                | 吳宗憲（ 中國國民黨） · 沈發惠（ 民主進步黨）                                 | 林思铭、洪孟楷、張智倫、陳玉珍、黃仁、葛如鈞、廖先翔、羅廷瑋（ 中國國民黨） · 沈伯洋、林月琴、林楚茵、范雲、張雅琳、莊瑞雄、郭昱晴、王正旭（ 民主進步黨） · 林國成（ 臺灣民眾黨） |
| 紀律委員會                | 吳琪銘、王定宇、邱議瑩、郭國文、林宜瑾、李昆澤、鍾佳濱、黃秀芳（ 民主進步黨） | 馬文君、楊瓊瓔、羅明才、 柯志恩、陳雪生、吳宗憲、王育敏（ 中國國民黨） · 高金素梅 ( 無黨籍)                                                                                       |
| 經費稽核委員會            | 許宇甄（ 中國國民黨） · 賴惠員（ 民主進步黨） · 張啓楷（ 臺灣民眾黨）         | 林倩綺、陳玉珍、翁曉玲（ 中國國民黨） · 王美惠、張雅琳、沈伯洋（ 民主進步黨） |
| 修憲委員會                | 本會期未組成                                                                  | 本會期未組成 |

## 區域立法委員
|  | 肖像   | 姓名       | 政黨               | 選區                                                                     | 經歷 | 學歷 | 出生日期       | 連新任                    | 備註      |
|  | ------ | ---------- | ------------------ | ------------------------------------------------------------------------ | --- | --- | -------------- | ------------------------- | --------- |
|  |        | 吳思瑤     | 民主進步黨         | 臺北市第一選舉區                                                         | 臺北市議員 民主進步黨中央常務委員                                                                                     | 輔仁大學西語系、日語系 國立臺灣大學政治學研究所碩士（在職專班）                                               | 1974年5月28日  | 連任                      | 第3次當選 |
|  | 王世堅 | 民主進步黨 | 臺北市第二選舉區   | 臺北市議員 二二八和平促進會執行長                                        | 國立中興大學法商學院 中國文化大學應用化學研究所碩士                                                                   | 1960年1月1日                                                                                                  | 新任           | 第2次當選                 |           |
|  |        | 王鴻薇     | 中國國民黨         | 臺北市第三選舉區                                                         | 臺北市議員 中國國民黨文傳會副主委                                                                                     | 國立政治大學新聞學系                                                                                          | 1964年7月10日  | 連任                      | 第2次當選 |
|  | 李彥秀 | 中國國民黨 | 臺北市第四選舉區   | 臺北市議員 中國國民黨副秘書長                                            | 美國加州大學爾灣分校經濟學系                                                                                          | 1971年12月18日                                                                                                | 新任           | 第2次當選                 |           |
|  |        | 吳沛憶     | 民主進步黨         | 臺北市第五選舉區                                                         | 臺北市議員 民主進步黨發言人                                                                                           | 國立臺灣大學政治學系 國立清華大學社會學研究所碩士                                                             | 1987年1月20日  | 新任                      | 第1次當選 |
|  |        | 羅智強     | 中國國民黨         | 臺北市第六選舉區                                                         | 臺北市議員 總統府副秘書長 中國國民黨副秘書長                                                                          | 國立中山大學企業管理學系 國立政治大學法律學系碩士                                                             | 1970年3月26日  | 新任                      | 第1次當選 |
|  | 徐巧芯 | 中國國民黨 | 臺北市第七選舉區   | 臺北市議員 中國國民黨青年團總團長                                        | 國立政治大學政治學系                                                                                                  | 1989年11月18日                                                                                                | 新任           | 第1次當選                 |           |
|  | 賴士葆 | 中國國民黨 | 臺北市第八選舉區   | 國民大會代表 考試院典試委員 國立政治大學企管研究所所長                   | 國立成功大學機械工程學系 國立政治大學企業管理研究所碩士 南加州大學工業與系統工程學碩士 南加州大學工業與系統工程學博士 | 1951年6月20日                                                                                                 | 連任           | 第7次當選                 |           |
|  | 洪孟楷 | 中國國民黨 | 新北市第一選舉區   | 嘉義市政府文化局局長 中國國民黨文傳會主委                                | 元智大學企業管理學系 美國南加州大學國際公共政策管理系碩士 國立台灣大學政治系碩士（在職專班）                          | 1983年1月1日                                                                                                  | 連任           | 第2次當選                 |           |
|  |        | 林淑芬     | 民主進步黨         | 新北市第二選舉區                                                         | 臺北縣議員 五月學運「全國學生運動聯盟」代表                                                                           | 國立中興大學法商學院社會學系 世新大學社會發展研究所碩士                                                       | 1973年1月17日  | 連任                      | 第6次當選 |
|  | 李坤城 | 民主進步黨 | 新北市第三選舉區   | 新北市議員 民主進步黨發言人                                              | 國立政治大學公共行政系 國立政治大學社會學研究所碩士                                                                   | 1973年5月3日                                                                                                  | 新任           | 第1次當選                 |           |
|  | 吳秉叡 | 民主進步黨 | 新北市第四選舉區   | 臺灣臺東地方法院法官 民主進步黨新北市黨部主任委員                        | 國立政治大學法律學系 國立政治大學法律研究所碩士                                                                       | 1966年10月7日                                                                                                 | 連任           | 第5次當選                 |           |
|  | 蘇巧慧 | 民主進步黨 | 新北市第五選舉區   | 超越基金會執行長 中華民國律師                                            | 國立臺灣大學法律學系 美國波士頓大學法律碩士 美國賓州大學法律碩士                                                      | 1976年4月5日                                                                                                  | 連任           | 第3次當選                 |           |
|  | 張宏陸 | 民主進步黨 | 新北市第六選舉區   | 新北市議員 臺北縣政府民政局局長 臺北縣板橋市代理市長                     | 東吳大學政治學系 國立臺北教育大學教育學碩士                                                                           | 1972年1月10日                                                                                                 | 連任           | 第3次當選                 |           |
|  |        | 葉元之     | 中國國民黨         | 新北市第七選舉區                                                         | 新北市議員 新北市政府副發言人                                                                                         | 國立臺灣大學政治學系、哲學系 國立臺灣大學國家發展研究所碩士 南加州大學傳播管理碩士 國立臺灣師範大學教育學博士 | 1974年12月18日 | 新任                      | 第1次當選 |
|  | 張智倫 | 中國國民黨 | 新北市第八選舉區   | 中華民國會計師 國立臺北商業大學助理教授                                  | 銘傳大學會計系 美國費爾里·狄金生大學會計碩士                                                                          | 1983年11月24日                                                                                                | 新任           | 第1次當選                 |           |
|  | 林德福 | 中國國民黨 | 新北市第九選舉區   | 臺北縣永和市市長 中國國民黨副祕書長 中國國民黨立法院黨團總召集人、書記長 | 臺北市私立開南高級商工職業學校                                                                                        | 1953年10月23日                                                                                                | 連任           | 第7次當選                 |           |
|  |        | 吳琪銘     | 民主進步黨         | 新北市第十選舉區                                                         | 新北市議員 臺北縣議員 國民大會代表                                                                                    | 德霖技術學院 世新大學企業管理學系碩士                                                                         | 1963年2月24日  | 連任                      | 第3次當選 |
|  |        | 羅明才     | 中國國民黨         | 新北市第十一選舉區                                                       | 國民大會主席團主席 中國國民黨立法院黨團副書記長                                                                       | 致理科技大學企業管理系 美國華盛頓城市大學企業管理碩士                                                         | 1967年1月15日  | 連任                      | 第8次當選 |
|  | 廖先翔 | 中國國民黨 | 新北市第十二選舉區 | 新北市議員 立法委員李彥秀青年諮議團團長                                  | 元智大學電機工程學系 國立政治大學行政管理碩士                                                                         | 1988年6月12日                                                                                                 | 新任           | 第1次當選                 |           |
|  | 林沛祥 | 中國國民黨 | 基隆市選舉區       | 基隆市議員 基隆市議會副議長                                              | 美國洛約拉馬利蒙特大學企業管理碩士 美國南加州大學公共行政碩士 美國拉文大學公共行政博士                                | 1977年5月14日                                                                                                 | 新任           | 第1次當選                 |           |
|  | 牛煦庭 | 中國國民黨 | 桃園市第一選舉區   | 桃園市議員 中國國民黨桃園市黨部執行長                                    | 國立政治大學外交學系 英國倫敦政經學院國際政治經濟學碩士                                                               | 1990年10月17日                                                                                                | 新任           | 第1次當選                 |           |
|  | 權吉   | 中國國民黨 | 桃園市第二選舉區   | 桃園市議員 楊梅獅子副會長                                                | 開南大學碩士 | 1970年8月4日                                                                                                  | 新任           | 第1次當選                 |           |
|  | 魯明哲 | 中國國民黨 | 桃園市第三選舉區   | 桃園縣中壢市市長 桃園縣議員 桃園市議員                                   | 國立政治大學企業管理學系 元智大學企業管理學系碩士                                                                     | 1963年12月4日                                                                                                 | 連任           | 第2次當選                 |           |
|  | 萬美玲 | 中國國民黨 | 桃園市第四選舉區   | 桃園縣議員 桃園市議員 中國國民黨立法院黨團書記長                         | 美國曼徹普立敦大學 國立政治大學行政管理碩士 暨南大學國際關係研究所碩士                                                | 1969年9月25日                                                                                                 | 連任           | 第2次當選                 |           |
|  | 呂玉玲 | 中國國民黨 | 桃園市第五選舉區   | 國立中央大學客家學院執行委員 中華民國婦女聯合會平鎮分會主任委員          | 南亞技術學院企業管理科 中原大學企業管理系碩士                                                                         | 1961年6月19日                                                                                                 | 連任           | 第4次當選                 |           |
|  | 邱若華 | 中國國民黨 | 桃園市第六選舉區   | 黃復興黨部黃國園委員會副主委 桃園市議會議長秘書                          | 英國布萊頓大學商學院碩士                                                                                              | 1988年7月25日                                                                                                 | 新任           | 第1次當選                 |           |
|  |        | 陳俊宇     | 民主進步黨         | 宜蘭縣選舉區                                                             | 宜蘭縣議員 民主進步黨宜蘭縣黨部主任委員                                                                               | 蘭陽技術學院國際貿易科 佛光大學公共事務學系碩士                                                               | 1975年3月14日  | 新任                      | 第1次當選 |
|  |        | 鄭正鈐     | 中國國民黨         | 新竹市選舉區                                                             | 新竹市議員 中國國民黨組發會副主委                                                                                     | 國立政治大學外交系 國立政治大學東亞研究所碩士 中華大學科技管理研究所博士                                      | 1969年5月31日  | 連任                      | 第2次當選 |
|  | 徐欣瑩 | 中國國民黨 | 新竹縣第一選舉區   | 新竹縣議員 民國黨主席                                                    | 國立成功大學測量工程學系 國立交通大學土木工程學系碩士 國立交通大學土木工程學系博士                                    | 1972年4月23日                                                                                                 | 新任           | 第2次當選                 |           |
|  | 林思銘 | 中國國民黨 | 新竹縣第二選舉區   | 新竹縣議員 中華民國律師                                                  | 東吳大學法律系 中國文化大學法律研究所碩士                                                                             | 1966年3月16日                                                                                                 | 連任           | 第2次當選                 |           |
|  |        | 陳超明     | 無黨籍             | 苗栗縣第一選舉區                                                         | 苗栗縣議員 臺灣省議員                                                                                                 | 國立政治大學公共行政學系                                                                                      | 1951年12月17日 | 連任                      | 第5次當選 |
|  |        | 邱鎮軍     | 中國國民黨         | 苗栗縣第二選舉區                                                         | 苗栗縣議員 苗栗市市長                                                                                                 | 國立暨南國際大學高階經營管理碩士                                                                              | 1971年12月7日  | 新任                      | 第1次當選 |
|  |        | 蔡其昌     | 民主進步黨         | 臺中市第一選舉區                                                         | 臺中縣政府民政局局長 民主進步黨中央常務委員 立法院副院長（第九、十屆）                                                | 東海大學歷史學系 東海大學歷史學系碩士 國立中興大學碩士EMBA                                                    | 1969年4月16日  | 連任                      | 第5次當選 |
|  |        | 顏寬恆     | 中國國民黨         | 臺中市第二選舉區                                                         | 國民大會代表 中國國民黨副秘書長                                                                                       | 建國科技大學機械工程科 中華大學行政管理研究所在職碩士 加州多明尼肯大學在職企管碩士                            | 1977年9月14日  | 新任                      | 第3次當選 |
|  | 楊瓊瓔 | 中國國民黨 | 臺中市第三選舉區   | 臺灣省議員 臺中市政府副市長 中國國民黨副秘書長                           | 東海大學社會學系 東海大學公共事務碩士                                                                                 | 1964年10月19日                                                                                                | 連任           | 第7次當選                 |           |
|  | 廖偉翔 | 中國國民黨 | 臺中市第四選舉區   | 臺中市政府市政顧問 中國國民黨發言人                                      | 輔仁大學企業管理學系                                                                                                  | 1990年7月6日                                                                                                  | 新任           | 第1次當選                 |           |
|  | 黃健豪 | 中國國民黨 | 臺中市第五選舉區   | 臺中市議員 中國國民黨青年團總團長                                        | 臺北市立大學社會暨公共事務學系 國立政治大學政治學研究所碩士                                                           | 1988年6月13日                                                                                                 | 新任           | 第1次當選                 |           |
|  | 羅廷瑋 | 中國國民黨 | 臺中市第六選舉區   | 臺中市議員 臺中市南區工學里里長                                          | 國立勤益科技大學資訊管理系 國立中興大學國家政策與公共事務碩士                                                         | 1989年11月22日                                                                                                | 新任           | 第1次當選                 |           |
|  |        | 何欣純     | 民主進步黨         | 臺中市第七選舉區                                                         | 臺中縣議員 臺中市議員                                                                                                 | 國立成功大學歷史系 英國約克大學婦女研究所碩士                                                                 | 1973年12月18日 | 連任                      | 第4次當選 |
|  |        | 江啟臣     | 中國國民黨         | 臺中市第八選舉區                                                         | 中國國民黨主席 中國國民黨立法院黨團總召集人 行政院新聞局局長                                                          | 國立政治大學外交學系 匹茲堡大學國際事務碩士 南卡羅來納大學國際關係博士                                        | 1972年3月2日   | 連任 立法院副院長（現任） | 第4次當選 |
|  |        | 陳秀寳     | 民主進步黨         | 彰化縣第一選舉區                                                         | 彰化縣議員 民主進步黨立法院黨團副書記長                                                                               | 建國科技大學                                                                                                  | 1972年10月11日 | 連任                      | 第2次當選 |
|  | 黃秀芳 | 民主進步黨 | 彰化縣第二選舉區   | 彰化縣議員 民主進步黨全國黨代表                                          | 靜宜大學外文系 | 1971年11月10日                                                                                                | 連任           | 第3次當選                 |           |
|  |        | 謝衣鳯     | 中國國民黨         | 彰化縣第三選舉區                                                         | 中國國民黨副秘書長 中國國民黨彰化縣黨部主任委員                                                                       | 淡江大學土木工程系 英國德蒙福特大學 國立政治大學經濟學博士                                                    | 1977年7月12日  | 連任                      | 第2次當選 |
|  |        | 陳素月     | 民主進步黨         | 彰化縣第四選舉區                                                         | 彰化縣議員 民主進步黨第10－11屆全國黨員代表                                                                           | 中國文化大學史學系 中國文化大學史學研究所碩士                                                                 | 1966年1月18日  | 連任                      | 第4次當選 |
|  |        | 馬文君     | 中國國民黨         | 南投縣第一選舉區                                                         | 南投縣議員 南投縣埔里鎮鎮長                                                                                           | 嘉南藥理大學藥理學系 逢甲大學經營管理研究所碩士                                                               | 1965年12月1日  | 連任                      | 第5次當選 |
|  | 游顥   | 中國國民黨 | 南投縣第二選舉區   | 南投縣議員 立法院副院長辦公室主任                                        | 國立中正大學勞工關係學系 國立成功大學政治經濟學碩士 國立臺灣大學政治學系博士                                          | 1983年9月11日                                                                                                 | 新任           | 第1次當選                 |           |
|  | 丁學忠 | 中國國民黨 | 雲林縣第一選舉區   | 雲林縣虎尾鎮鎮長 虎尾鎮鎮民代表會主席                                    | 國立虎尾科技大學碩士                                                                                                  | 1970年6月28日                                                                                                 | 新任           | 第1次當選                 |           |
|  |        | 劉建國     | 民主進步黨         | 雲林縣第二選舉區                                                         | 雲林縣議員 民主進步黨黨團雲林縣議會召集人                                                                             | 南華大學碩士                                                                                                  | 1969年3月9日   | 連任                      | 第5次當選 |
|  | 蔡易餘 | 民主進步黨 | 嘉義縣第一選舉區   | 民主進步黨中央常務委員 中華民國律師                                      | 國立臺灣大學法律學系                                                                                                  | 1981年3月14日                                                                                                 | 連任           | 第3次當選                 |           |
|  | 陳冠廷 | 民主進步黨 | 嘉義縣第二選舉區   | 台北市政府副發言人 日本社會保障人口研究所訪問研究員                      | 威斯康辛大學麥迪遜分校學士 東京大學公共政策研究所碩士                                                                 | 1986年4月5日                                                                                                  | 新任           | 第1次當選                 |           |
|  | 王美惠 | 民主進步黨 | 嘉義市選舉區       | 嘉義市議員 民主進步黨全國黨代表                                          | 國立嘉義大學EMBA管理碩士 大同技術學院                                                                                 | 1965年4月15日                                                                                                 | 連任           | 第2次當選                 |           |
|  | 賴惠員 | 民主進步黨 | 臺南市第一選舉區   | 國民大會代表 臺南市議員                                                  | 國立嘉義大學獸醫科 國立中正大學政治所碩士                                                                             | 1961年6月6日                                                                                                  | 連任           | 第2次當選                 |           |
|  | 郭國文 | 民主進步黨 | 臺南市第二選舉區   | 臺南市議員 勞動部政務次長                                                | 真理大學企業管理學系 國立臺灣大學國家發展研究所碩士 國立成功大學政治經濟學博士                                        | 1967年3月11日                                                                                                 | 連任           | 第3次當選                 |           |
|  | 陳亭妃 | 民主進步黨 | 臺南市第三選舉區   | 臺南市議員 民主進步黨中央常務委員                                        | 長榮大學碩士 中國文化大學學士                                                                                         | 1974年7月19日                                                                                                 | 連任           | 第5次當選                 |           |
|  | 林宜瑾 | 民主進步黨 | 臺南市第四選舉區   | 臺南縣議員 臺南市議員 民主進步黨中央常務委員                             | 東吳大學社會學系 國立成功大學政治經濟學碩士                                                                           | 1969年8月25日                                                                                                 | 連任           | 第2次當選                 |           |
|  | 林俊憲 | 民主進步黨 | 臺南市第五選舉區   | 臺南市議員 民主進步黨發言人                                              | 國立成功大學企業管理學系 美國密蘇里大學企業管理碩士 國立臺灣大學國家發展研究所博士                                    | 1965年3月7日                                                                                                  | 連任           | 第3次當選                 |           |
|  | 王定宇 | 民主進步黨 | 臺南市第六選舉區   | 臺南市議員 民主進步黨中央執行委員                                        | 國立成功大學外文系 國立成功大學EMBA 國立臺北大學企業管理學博士                                                        | 1969年3月5日                                                                                                  | 連任           | 第3次當選                 |           |
|  | 邱議瑩 | 民主進步黨 | 高雄市第一選舉區   | 國民大會代表 行政院客家委員會副主任委員 民主進步黨中央常務委員           | 加州多明尼克大學碩士 澳洲羅倫馬賓商業學院                                                                             | 1971年6月1日                                                                                                  | 連任           | 第6次當選                 |           |
|  | 邱志偉 | 民主進步黨 | 高雄市第二選舉區   | 國民大會代表 高雄市政府民政局局長 高雄縣政府民政處處長                   | 國立中山大學大陸研究所博士 國立臺灣大學國家發展研究所碩士 淡江大學碩士                                                | 1972年7月24日                                                                                                 | 連任           | 第4次當選                 |           |
|  | 李柏毅 | 民主進步黨 | 高雄市第三選舉區   | 高雄市議員 高雄市市長辦公室主任                                          | 東海大學政治學系 國立高雄大學EMBA                                                                                     | 1977年4月8日                                                                                                  | 新任           | 第1次當選                 |           |
|  | 林岱樺 | 民主進步黨 | 高雄市第四選舉區   | 行政院青年輔導委員會主任委員、民主進步黨中央執行委員                     | 輔仁大學德國語文學系 威斯康辛大學大眾傳播研究所碩士                                                                   | 1972年8月4日                                                                                                  | 連任           | 第7次當選                 |           |
|  | 李昆澤 | 民主進步黨 | 高雄市第五選舉區   | 高雄市議員 國民大會代表 高雄縣政府新聞室主任                             | 輔仁大學歷史學系 國立中山大學政治學研究所碩士                                                                         | 1964年4月29日                                                                                                 | 連任           | 第5次當選                 |           |
|  | 黃捷   | 民主進步黨 | 高雄市第六選舉區   | 高雄市議員 時代力量立法院黨團助理                                        | 國立臺灣大學公共衛生學系、社會學系                                                                                    | 1993年1月19日                                                                                                 | 新任           | 第1次當選                 |           |
|  | 許智傑 | 民主進步黨 | 高雄市第七選舉區   | 高雄市鳳山區區長 高雄縣鳳山市市長 高雄縣議員                             | 國立臺灣大學機械學系 國立高雄師範大學教育碩士 國立高雄師範大學科學教育研究所博士                                      | 1966年1月5日                                                                                                  | 連任           | 第4次當選                 |           |
|  | 賴瑞隆 | 民主進步黨 | 高雄市第八選舉區   | 高雄市政府新聞局局長 高雄市政府海洋局局長                                | 東吳大學政治學系 國立臺灣大學國家發展研究所碩士                                                                       | 1973年11月15日                                                                                                | 連任           | 第3次當選                 |           |
|  | 鍾佳濱 | 民主進步黨 | 屏東縣第一選舉區   | 國民大會代表 屏東縣政府副縣長                                            | 國立臺灣大學歷史學系                                                                                                  | 1965年2月23日                                                                                                 | 連任           | 第3次當選                 |           |
|  | 徐富癸 | 民主進步黨 | 屏東縣第二選舉區   | 屏東縣政府民政處處長 民主進步黨第18－20屆全國黨代表                      | 國立臺灣藝術專科學校廣播電視科 國立屏東大學教育行政研究所碩士                                                         | 1970年10月29日                                                                                                | 新任           | 第1次當選                 |           |
|  |        | 傅崐萁     | 中國國民黨         | 花蓮縣選舉區                                                             | 花蓮縣縣長 中國國民黨中央黨部政策委員會執行長                                                                         | 淡江大學交通管理學系 淡江大學中國大陸研究所碩士（在職專班）                                                   | 1962年6月8日   | 連任                      | 第5次當選 |
|  | 黃建賓 | 中國國民黨 | 臺東縣選舉區       | 臺東縣大武鄉鄉長 大武鄉鄉民代表會主席                                    | 國立臺東大學身心整合與運動休閒產業學系 國立臺東大學健康促進與休閒管理研究所碩士                                       | 1978年12月25日                                                                                                | 新任           | 第1次當選                 |           |
|  |        | 楊曜       | 民主進步黨         | 澎湖縣選舉區                                                             | 澎湖縣議員 民主進步黨澎湖縣黨部主任委員                                                                               | 東海大學法律學系                                                                                              | 1966年12月6日  | 連任                      | 第4次當選 |
|  |        | 陳玉珍     | 中國國民黨         | 金門縣選舉區                                                             | 金門縣議員 中國國民黨立法院黨團首席副書記長、書記長                                                                   | 國立臺灣大學中文系 日本九州大學國際公法碩士 北京大學國際經濟法學碩士                                          | 1973年10月29日 | 連任                      | 第3次當選 |
|  | 陳雪生 | 中國國民黨 | 連江縣選舉區       | 連江縣議員 國民大會代表 連江縣縣長                                       | 臺灣省立豐原商業職業學校                                                                                              | 1952年1月1日                                                                                                  | 連任           | 第4次當選                 |           |

## 原住民選舉區立法委員
|  | 肖像           | 姓名                      | 政黨             | 選區                                        | 經歷                                                                                                  | 學歷                                                                                    | 出生日期       | 連新任    | 備註      | 族裔           |
|  | -------------- | ------------------------- | ---------------- | ------------------------------------------- | --- | --------------------------------------------------------------------------------------- | -------------- | --------- | --------- | -------------- |
|  |                | 鄭天財 Sra Kacaw          | 中國國民黨       | 平地原住民選舉區                            | 臺灣省政府副秘書長 臺灣省原住民行政局副局長 臺灣省原住民事務委員會副主任委員 原住民族委員會副主任委員 | 國立臺灣大學法律學系                                                                    | 1956年12月16日 | 連任      | 第4次當選 | 阿美族         |
|  | 黃仁 Kin Cyang | 中國國民黨                | 平地原住民選舉區 | 台中市議員 中國國民黨台中市黨部原民工作會長 | 空軍機械學校 環球科技大學企業管理學系 環球科技大學企業管理研究所碩士                                  | 1962年4月13日                                                                           | 新任           | 第1次當選 | 阿美族    |                |
|  |                | 陳瑩 Asenay Daliyalrep    | 民主進步黨       | 平地原住民選舉區                            | 美国伊利諾大學香檳校區教學助理 民主進步黨原住民族事務部主任                                           | 美國楊百翰大學 美國舊金山音樂學院鋼琴演奏學士 美國伊利诺伊大学厄巴纳-香槟分校大鍵琴碩士 | 1972年11月15日 | 連任      | 第5次當選 | 卑南族         |
|  |                | 盧縣一 Sasuyu Ruljuwan    | 中國國民黨       | 山地原住民選舉區                            | 衛生福利部屏東醫院主治醫師 屏東縣春日鄉衛生所主任 屏東縣枋寮鄉衛生所主任 屏東縣霧臺鄉衛生所主任       | 高雄醫學院醫學系                                                                        | 1968年11月22日 | 新任      | 第1次當選 | 魯凱族、排灣族 |
|  |                | 伍麗華 Saidhai Tahovecahe | 民主進步黨       | 山地原住民選舉區                            | 教育部原住民族教育政策委員 總統府原住民族歷史正義與轉型正義委員會委員 民主進步黨原住民族事務部主任    | 臺灣省立屏東師範專科學校 國立屏東大學國民教育研究所碩士                                 | 1969年8月12日  | 連任      | 第2次當選 | 魯凱族         |
|  |                | 高金素梅 Ciwas Ali        | 無黨籍           | 山地原住民選舉區                            | 演藝人員 人癌症關懷基金會董事長                                                                       | 中國中央民族大學學士                                                                    | 1965年9月21日  | 連任      | 第7次當選 | 泰雅族         |

## 全國不分區與僑居國外國民立法委員
|  | 肖像   | 姓名       | 政黨       | 排序                                                                                   | 經歷 | 學歷                                                  | 出生日期       | 連新任                | 備註               |
|  | ------ | ---------- | ---------- | -------------------------------------------------------------------------------------- | --- | ----------------------------------------------------- | -------------- | --------------------- | ------------------ |
|  |        | 林月琴     | 民主進步黨 | 01                                                                                     | 靖娟兒童安全文教基金會執行長 臺灣少年權益與福利聯盟理事長                                                                       | 輔仁大學社會工作研究所碩士 中央警察大學犯罪防治所博士 | 1964年8月15日  | 新任                  | 第1次當選          |
|  | 沈伯洋 | 民主進步黨 | 02         | 不當黨產處理委員會委員 台灣人權促進會副會長 黑熊學院院長 國立臺北大學副教授            | 加州大學爾灣分校犯罪與法律社會學博士 賓州大學法學碩士 國立臺灣大學法學碩士                                                      | 1982年6月7日                                          | 新任           | 第1次當選             |                    |
|  | 張雅琳 | 民主進步黨 | 03         | 還我特色公園行動聯盟理事長 衛生福利部兒少事故委員會委員                                | 國立臺灣海洋大學航運管理系 | 1980年8月29日                                         | 新任           | 第1次當選             |                    |
|  | 羅美玲 | 民主進步黨 | 05         | 南投縣議員 南投縣新媳婦關懷協會理事長                                                  | 國立臺灣師範大學地理學系 靜宜大學EMBA                                                                                           | 1969年5月1日                                          | 連任           | 第2次當選             |                    |
|  | 范雲   | 民主進步黨 | 07         | 社會民主黨召集人 中華民國無任所大使 婦女新知基金會董事長                               | 國立臺灣大學社會學系 國立臺灣大學社會學研究所 耶魯大學社會學博士                                                                | 1968年7月9日                                          | 連任           | 第2次當選             |                    |
|  | 柯建銘 | 民主進步黨 | 08         | 民主進步黨立法院黨團總召集人 民主進步黨中央常務委員                                    | 中山醫學大學牙醫學系 | 1951年9月8日                                          | 連任           | 第10次當選            |                    |
|  | 沈發惠 | 民主進步黨 | 09         | 臺北縣議員 新北市議員                                                                  | 東海大學法律學系 國立臺灣大學政治學碩士                                                                                         | 1966年11月2日                                         | 連任           | 第3次當選             |                    |
|  | 莊瑞雄 | 民主進步黨 | 10         | 臺北市議員 民主進步黨台北市黨部主任委員                                                | 國立臺灣大學法律系 國立臺北大學企業管理學系研究所碩士 國立臺灣大學農業經濟學系研究所碩士 國立臺灣大學生物產業傳播暨發展學系博士 | 1963年4月20日                                         | 連任           | 第4次當選             |                    |
|  | 林楚茵 | 民主進步黨 | 11         | 三立新聞台政治中心副主任、採訪中心副主任 民主進步黨發言人                              | 東吳大學政治學系 | 1972年10月10日                                        | 連任           | 第2次當選             |                    |
|  | 郭昱晴 | 民主進步黨 | 12         | 演藝人員 東森購物台節目主持人                                                          | 淡江大學法文系 | 1970年3月29日                                         | 新任           | 第1次當選             |                    |
|  | 陳培瑜 | 民主進步黨 | 15         | 人本教育基金會講師 凱風卡瑪兒童書店創辦人                                              | 國立東華大學教育學研究所 | 1977年8月9日                                          | 連任           | 第2次當選             |                    |
|  | 王正旭 | 民主進步黨 | 13         | HOPE癌症希望基金會董事長 中華民國癌症醫學會監事主席                                    | 中國醫藥大學醫學系 國立陽明交通大學公共衛生研究所博士                                                                           | 1956年8月20日                                         | 新任           | 第1次當選（缺額遞補） |                    |
|  | 王義川 | 民主進步黨 | 14         | 台中市政府交通局局長 桃園航空城公司董事長 民主進步黨中央執行委員、政策委員會執行長     | 國立臺灣大學土木工程學系 國立臺灣大學土木工程學研究所交通工程組博士                                                             | 1972年3月7日                                          | 新任           | 第1次當選（缺額遞補） |                    |
|  |        | 韓國瑜     | 中國國民黨 | 01                                                                                     | 台北縣議員 高雄市市長 | 東吳大學英國語文學系 國立政治大學東亞研究所法學碩士   | 1957年6月17日  | 新任                  | 第4次當選 立法院長 |
|  | 柯志恩 | 中國國民黨 | 02         | 淡江大學學務長 中國國民黨副秘書長                                                      | 國立政治大學教育學系 美國密西根州立大學教育學碩士 美國南加州大學教育心理學博士                                                  | 1962年4月29日                                         | 新任           | 第2次當選             |                    |
|  | 葛如鈞 | 中國國民黨 | 03         | 國立臺灣大學助理教授 國立臺北科技大學助理教授                                          | 國立臺灣大學資訊網路與多媒體研究所博士                                                                                          | 1981年7月28日                                         | 新任           | 第1次當選             |                    |
|  | 翁曉玲 | 中國國民黨 | 04         | 國立清華大學教授 國家通訊傳播委員會委員                                                | 國立中興大學法商學院法律系 慕尼黑大學法學碩士 慕尼黑大學法學博士                                                                | 1969年1月18日                                         | 新任           | 第1次當選             |                    |
|  | 陳菁徽 | 中國國民黨 | 05         | 臺北醫學大學專任助理教授 臺北醫學大學附設醫院婦科主任                                  | 臺北醫學大學醫學系 國立臺灣大學碩士 美國約翰霍普金斯大學公衛碩士                                                                | 1979年4月20日                                         | 新任           | 第1次當選             |                    |
|  | 吳宗憲 | 中國國民黨 | 06         | 臺灣桃園地方檢察署檢察官 新北市政府法制局長                                            | 國立台灣大學工業工程碩士 | 1971年9月27日                                         | 新任           | 第1次當選             |                    |
|  | 林倩綺 | 中國國民黨 | 07         | 新北市政府文化局局長 新北市政府原住民族行政局局長 高雄縣政府文化局局長                 | 美國華盛頓大學博士 美國伯克利音樂學院碩士                                                                                       | 1968年10月17日                                        | 新任           | 第1次當選             |                    |
|  | 陳永康 | 中國國民黨 | 08         | 海軍司令 國防大學校長 國防部軍政副部長                                                 | 中華民國海軍軍官學校 | 1951年4月20日                                         | 新任           | 第1次當選             |                    |
|  | 許宇甄 | 中國國民黨 | 09         | 中國國民黨組織發展委員會主任委員                                                       | 輔仁大學統計系 國立雲林科技大學企業管理所碩士                                                                                   | 1968年10月20日                                        | 新任           | 第1次當選             |                    |
|  | 謝龍介 | 中國國民黨 | 10         | 臺南市議員 中國國民黨副秘書長                                                          | 國立成功大學高階管理碩士EMBA | 1961年10月3日                                         | 新任           | 第1次當選             |                    |
|  | 蘇清泉 | 中國國民黨 | 11         | 中華民國醫師公會全國聯合會理事長 中華民國區域醫院協會理事長 中華民國私立醫院協會理事長 | 中山醫學大學醫學系 中山醫學大學醫學碩士 中山醫學大學醫學博士                                                                    | 1957年8月5日                                          | 新任           | 第2次當選             |                    |
|  | 張嘉郡 | 中國國民黨 | 12         | 雲林縣青埔教育基金會董事長 中國國民黨中央常務委員                                      | 英國倫敦大學企業管理學系 英國南安普敦大學國際關係碩士 國立政治大學國家發展研究所博士                                            | 1981年1月10日                                         | 新任           | 第3次當選             |                    |
|  | 王育敏 | 中國國民黨 | 13         | 臺中市政府副市長 兒童福利聯盟執行長 總統府人權諮詢小組委員                             | 東海大學社會工作學系 東海大學社會工作學碩士                                                                                     | 1971年4月11日                                         | 新任           | 第3次當選             |                    |
|  |        | 黃珊珊     | 臺灣民眾黨 | 01                                                                                     | 臺北市議員 臺北市政府副市長 | 國立臺灣大學法律學系                                  | 1969年10月18日 | 新任                  | 第1次當選          |
|  | 黃國昌 | 臺灣民眾黨 | 02         | 台灣民眾黨主席 時代力量黨主席 中央研究院法律學研究所研究員                             | 國立臺灣大學法律學系 美國康乃爾大學法學博士                                                                                     | 1973年8月19日                                         | 新任           | 第2次當選             |                    |
|  | 陳昭姿 | 臺灣民眾黨 | 03         | 一邊一國行動黨發言人 藥害救濟基金會董事長                                              | 國立台灣大學藥學系 | 1956年9月3日                                          | 新任           | 第1次當選             |                    |
|  | 麥玉珍 | 臺灣民眾黨 | 05         | 台灣新住民黨主席 台灣新移民協會創會長                                                  | 靜宜大學人文暨社會科學院社會企業與文化創意碩士                                                                                  | 1973年10月14日                                        | 新任           | 第1次當選             |                    |
|  | 林國成 | 臺灣民眾黨 | 06         | 臺北市議員 臺北市中山區新生里里長                                                      | 環球科技大學中小企業研究所碩士                                                                                                  | 1957年8月20日                                         | 新任           | 第1次當選             |                    |
|  | 林憶君 | 臺灣民眾黨 | 07         | 花蓮縣藥師公會理事長 中華民國藥師公會全國聯合會副秘書長                                | 嘉南藥理大學藥學系 大仁科技大學製藥科技研究所碩士                                                                               | 1970年10月14日                                        | 新任           | 第1次當選             |                    |
|  | 張啓楷 | 臺灣民眾黨 | 08         | TVBS、年代電視政論節目主持人 年代新聞副總編                                            | 國立中興大學法商學院社會學系 國立臺灣大學政治學系碩士                                                                           | 1962年12月21日                                        | 新任           | 第1次當選             |                    |
|  | 劉書彬 | 臺灣民眾黨 | 09         | 東吳大學政治系主任、教授 樹德科技大學通識教育學院專任助理教授                          | 東吳大學政治系學士 淡江大學歐洲研究所碩士 德國科隆大學博士                                                                      | 1968年5月30日                                         | 新任           | 第1次當選（缺額遞補） |                    |

## 任內離職
|  | 肖像   | 姓名       | 政黨                            | 類別                                            | 經歷                                                                    | 學歷                                        | 出生日期        | 備註                                                             | 離職原因                                                                   |
|  | ------ | ---------- | ------------------------------- | ----------------------------------------------- | ----------------------------------------------------------------------- | ------------------------------------------- | --------------- | ---------------------------------------------------------------- | -------------------------------------------------------------------------- |
|  |        | 游錫堃     | 民主進步黨                      | 全國不分區立法委員（排序第6名）                 | 立法院院長 民主進步黨主席 總統府秘書長 行政院院長 宜蘭縣縣長 臺灣省議員 | 東海大學政治學系學士                        | 1948年4月25日   | 連任，第2次當選                                                  | 因本屆立法院院長連任失敗，而於2024年2月2日辭去立法委員職務；由王正旭遞補。 |
|  | 洪申翰 | 民主進步黨 | 全國不分區立法委員（排序第4名） | 綠色公民行動聯盟副秘書長 民主進步黨中央常務委員 | 國立臺灣大學大氣科學系                                                  | 1984年10月18日                              | 連任，第2次當選 | 轉任勞動部部長，於2024年11月25日辭去立法委員職務；由王義川遞補。 |                                                                            |
|  |        | 吳春城     | 臺灣民眾黨                      | 全國不分區立法委員（排序第4名）                 | 戰國策傳播集團創辦人                                                    | 國立中央大學中國文學系 國立中山大學法學碩士 | 1961年8月18日   | 新任，第1次當選                                                  | 因壯世代利益迴避爭議，而於2025年2月25日辭去立法委員職務；由劉書彬遞補。    |

## 罢免
2025年1月4日，民進黨立法院黨團總召柯建銘稱要罢免立法院長韓國瑜、副院長江啟臣，以及41席國民黨區域立委。行政院政務委員陳時中亦預告2月1日第11屆立法委員任滿1年之時，將發動大罷免潮。隨後，國民黨表示將全力迎戰「以罷制罷」，計劃分階段罷免38席民進黨區域立委。。
| 時間       | 姓名 | 政黨            | 席次變化 | 罷免成功與失敗 | 備註 |
| ---------- | --- | --------------- | -------- | -------------- | ---- |
| 7/26第一波 | 牛煦庭、丁學忠、張智倫、黃建賓、徐巧芯、呂玉玲、鄭正鈐、賴士葆、李彥秀、林沛祥、萬美玲、葉元之、羅廷瑋、魯明哲、洪孟楷、黃健豪、廖先翔、邱若華、 傅崐萁、王鴻薇、羅智強、權吉、廖偉翔 | （ 中國國民黨） | 無       | 失敗           |      |
| 8/23第二波 | 羅明才、林思銘、顏寬恒、楊瓊瓔、江啟臣、馬文君、游顥 | （ 中國國民黨） |          |                |      |

## 其它
- 本屆立法委員平均年齡為52.8歲，其中70歲以上者共7位（柯建銘、賴士葆、陳超明、陳雪生、林德福、陳永康、游錫堃），是2008年（第七屆）以來的新高[16]。

## 參看
- 第十一屆立法院
- 2024年中華民國立法委員選舉

## 外部連結
- 立法院 （页面存档备份，存于）（繁體中文）